# Quitaiús
Quitaiús é um distrito do município brasileiro de Lavras da Mangabeira, no estado do Ceará.
Quitaius está a oeste Aurora, ao sul de Caririaçu e Granjeiro, e ao norte com a sede do município. Sua população em 2005 chegava a aproximadamente 5 mil habitantes, sendo o 3º mais populoso dos cinco distritos de Lavras. Mangabeira ocupa a 1ª posição, e Amaniutuba a 2ª. Hoje enfim com a construção da Rodovia Padre Cicero, que liga a BR 230 a Juazeiro do Norte passando por dentro de Quitaius, o tráfego aumentou e melhorou trazendo outras formas de locomoção entre estes municípios. 
Um dos pontos turísticos do distrito é o Açude do Rosário, inaugurado em 2001. São destaques também a Igreja Nossa Senhora do Rosário e as festas, como a Festa da Padroeira em outubro, e as festas juninas denominadas Quifolguedão. Quitaius deseja sua emancipação, tentando desmembrar-se do município de Lavras da Mangabeira, sua sede. Quitaius conta hoje com obras sociais amplas, uma delas é o COBEC mantido pala UNICEF. Uma das fontes de renda tem sido a criação de peixes por uma cooperativa local, onde participam vários filhos do municipio.  

## Açude do Rosário
O açude do Rosário está localizado em Quitaiús, distrito do município cearense de Lavras da Mangabeira. A barragem foi construída na localidade do sítio Aningas sobre o riacho do Rosário. Suas águas encobriram os sítios: Aningas, Mareco, Ingazeira e parte de Forquilha no limite com o município de Caririaçu.
São mais de 47 milhões de metros cúbicos de água armazenada. Esta água é destiada primeiramente para o consumo humano e animal, em segundo irrigação controlada pelo comitê. É com foco na utilização desta água, mesmo controlada e racionalizada na sua utilização, Quitaiús através da AMEMQUITAIUS (Associação do Movimento Emancipalista de Quitaiús) e de outras associações ligadas a esta por parcerias que buscam através de projetos, fortalecer a economia local, aumentar os postos de trabalhos e consequentemente a geração de renda e a melhoria da qualidade de vida da população.
Os projetos de maior destaque são: Aquicultura, Fruticultura irrigada são projetos com boa produção de melancia, melão, maracujá, mamão, goiaba, etc. Toda esta produção destina-se ao Cariri, cujo preço é bem competitivo devido a distancia de 60 Km, não onerando o custo do transporte, como no caso a fruta produzida na Bahia. Um polo de lazerque se localiza paralelamente ao lado da Rodovia Padre Cícero e as águas do referido açude.Na extensão de toda área há projetos de grandes e agradáveis pousadas como também um ótimo local para chacaras, chalés, restaurantes e hotéis.